# Елизавета (телесериал)
«Елизаве́та» — российский историко-приключенческий телесериал о судьбе цесаревны Елизаветы Петровны до её восхождения на престол Российской империи. Является приквелом телесериала «Екатерина».
Съёмки проекта прошли с начала весны по лето 2021 года.
Слоган сериала: «Трон или любовь»
Премьера сериала должна была состояться 9 марта 2022 года на телеканале «Россия-1», но была перенесена из-за изменения сетки вещания в сторону информационных и общественно-политических программ. 
Цифровая премьера двух первых серий сериала состоялась 18 июня 2022 года в онлайн-сервисе «Смотрим». Четыре заключительных эпизода первого сезона вышли 2 июля 2022 года.
Телевизионная премьера сериала состоялась на телеканале «Россия-1» 29 августа 2022 года.

## Сюжет
1725 год. Последний царь всея Руси и первый Император Всероссийский Пётр I перед смертью завещает престол российского государства своей 16-летней младшей дочери — цесаревне Елизавете. Узнав об этом от вице-канцлера Андрея Остермана, юная особа с ужасом просит передать тестамент покойного родной матери, не желая править. Не в силах убедить её принять власть, вице-канцлер самолично представляет завещание Петра вдове покойного и князю Александру Меншикову, попутно выставляя младшую дочь царской фамилии коварной заговорщицей. Не обладающая амбициями, искренняя, жизнерадостная и почти беззаботная цесаревна против воли становится жертвой интриг влиятельных царедворцев и угнетения родной матери, убеждённой в её честолюбивых помыслах. Принимая со временем необходимость защищаться, Елизавета учится противостоять губительному влиянию и, не без помощи верных соратников, начинает успешно мешать своим недоброжелателям...

## В ролях
| Актёр                                        | Роль                                                     |
| -------------------------------------------- | -------------------------------------------------------- |
| Юлия Хлынина                                 | младшая дочь Петра I Елизавета                           |
| Александр Балуев (1-2-я, 5-6-я серии)        | отец Елизаветы Пётр I                                    |
| Агриппина Стеклова (1-6-я серии)             | мать Елизаветы Екатерина I                               |
| Александр Андриенко                          | командир Преображенского полка Салтыков Семён Андреевич  |
| Алексей Агранович                            | вице-канцлер Андрей Остерман                             |
| Виктор Раков (1-2-я, 4-7-я серии)            | князь Александр Меншиков                                 |
| Владимир Кошевой                             | придворный лейб-медик Иоганн Герман Лесток               |
| Анатолий Горячев (с 10-й серии)              | начальник тайной розыскной канцелярии Андрей Ушаков      |
| Ангелина Поплавская                          | княжна Прасковья Юсупова                                 |
| Сергей Маховиков (1-7-я, 9-12-я серии)       | князь Григорий Юсупов                                    |
| Владимир Зайцев (2-я, 6-11-я серии)          | князь Алексей Долгоруков                                 |
| Иван Борисов (6-11-я серии)                  | Иван Долгоруков                                          |
| Екатерина Воронина (7-9-я серии)             | Катенька Долгорукова                                     |
| Кирилл Чернышенко (со 2-й серии)             | поручик Алексей Шубин                                    |
| Кирилл Кузнецов (1-5-я серии)                | денщик Петра I, возлюбленный Елизаветы Александр Батурин |
| Алиса Лозовская (1-2-я, 6-я серии)           | старшая дочь Петра I Анна                                |
| Роман Васильев (1-2-я серии)                 | герцог Голштинский                                       |
| Алексей Онежен (6-9-я серии)                 | внук Петра I Петруша                                     |
| Валентина Ляпина (6-8-я серии)               | внучка Петра I Наталья                                   |
| Варвара Шаталова                             | фрейлина Елизаветы Мавра                                 |
| Галина Безрук (2-я, 4-я, 6-7-я серии)        | трактирщица Франческа                                    |
| Светлана Смирнова-Кацагаджиева (с 9-й серии) | племянница Петра I Анна Иоанновна                        |
| Алексей Матошин (с 9-й серии)                | фаворит Анны Иоанновны Эрнест Бирон                      |
| Денис Нурулин                                | паж Елизаветы Семён Нарышкин                             |
| Никита Григорьев                             | паж Елизаветы Михаил Воронцов                            |
| Артём Ключников                              | паж Елизаветы Александр Шувалов                          |
| Сергей Друзьяк (1-я серия)                   | камергер Петра I, любовник Екатерины Виллим Монс         |
| Александра Бурьянова (2-я серия)             | Мария Меншикова                                          |

## Список серий
| № серии | Описание серии | Премьера     |
| ------- | --- | ------------ |
| 1       | Царь Пётр I захворал. Приехавшему из Гольштейна герцогу предстоит сделать выбор между дочерями Петра — старшей Анной и младшей Елизаветой. Но Елизавета уже влюблена и не желает выходить за герцога. Царица Екатерина начинает планировать захват престола. Она использует в качестве союзника Меншикова. Паж Елизаветы Нарышкин застаёт цесаревну за поцелуем с денщиком Бутурлиным и вызывает его на дуэль. | 18 июня 2022 |
| 2       | Пётр I скончался. Для Елизаветы смерть отца становится страшным ударом. Екатерина готова принять правление державой. Но сенат не принимает её, желая венчать на престол наследника-мужчину. К тому же Екатерина знает о завещании супруга, и потому не может довериться даже своей дочери Елизавете. Она подозревает цесаревну во лжи.                                                                         | 18 июня 2022 |
| 3       | Пажи Елизаветы вламываются в дом к вице-канцлеру Остерману в поисках завещания Петра. Но всё идёт не по плану. Екатерина уверена, что завещание у цесаревны. Она ставит дочь перед тяжёлым выбором. Елизавета получает неожиданное предложение. Французы намереваются увезти её в Париж, чтобы потом вернуть в Россию законной правительницей.                                                                 | 19 июня 2022 |
| 4       | Елизавета подозревает, что её собственная мать — императрица Екатерина пыталась её убить. В ужасе она соглашается бежать из дворца с Батуриным. Княжна Прасковья Юсупова прячет пажей от канцелярии. Императрица и Меншиков узнают о побеге Елизаветы. Пажи отправляются следом за своей цесаревной. | 19 июня 2022 |
| 5       | Меншиков отправляет погоню за Елизаветой во главе с Шубиным. Пажи не могут поверить, что цесаревна способна на предательство и готовится сбежать в Париж вместе с завещанием. Отец объявляет Прасковье Юсуповой, что намерен обручить её с Иваном Долгоруковым — самым завидным женихом в Петербурге. Княжна против и грозится себя покалечить. Шубину открывается неожиданная правда об Елизавете.            | 25 июня 2022 |
| 6       | Влюблённый в Юсупову Шувалов узнаёт о её помолвке с Долгоруковым. Императрица называет Елизавету своей наследницей. Новый союз не по нраву Остерману и Меншикову. Они намереваются посадить на трон Петра. Над императрицей и цесаревной нависает смертельная опасность. | 25 июня 2022 |
| 7       | Меншиков настраивает Петрушу против Елизаветы, а она тем временем строит план по возвращению молодого императора во дворец. Петруша начинает оказывать цесаревне пристрастные знаки внимания. Елизавета сопротивляется, однако тот неумолим. Чтобы показать свою власть, он велит Елизавете отправляться с ним на коронацию в Москву.                                                                          | 26 июня 2022 |
| 8       | Шубин схвачен гвардейцами. Пажи вызволяют его, и все вместе они отправляются на помощь Елизавете. Долгоруковы хотят женить Петрушу на Катеньке Долгоруковой. Им мешает Елизавета. Долгоруковы решают избавиться от цесаревны. И теперь пажам и Шубину предстоит разрушить их планы и спасти Елизавету. | 26 июня 2022 |
| 9       | Молодой император Пётр тяжело болен. Тайному Совету предстоит принять решение — кого возвести на престол. Занять трон они предлагают Елизавете. Однако ей придётся согласиться с крайне непростыми условиями. Есть и другая кандидатура — Анна Иоанновна. Цесаревна отправляет пажей в Курляндию с письмом для своей кузины Анны.                                                                              | 2 июля 2022  |
| 10      | Елизавета узнаёт об опасности, которая угрожает Анне, и спешит предупредить кузину. Она предлагает императрице лично убедиться, что Тайный Совет стремится получить над ней абсолютную власть. Анна не верит, но заключает с цесаревной пари. | 2 июля 2022  |
| 11      | Елизавета узнаёт о своей беременности, эта новость может лишить её прав на престол. Юсупова арестовывают. Его дочь Прасковья спешит к цесаревне с мольбой о помощи. Елизавета решается на рискованный шаг — просить императрицу помиловать изменников. | 2 июля 2022  |
| 12      | Ушаков пытает Шубина в надежде выведать, каким образом Елизавета планировала занять престол. Однако полученная информация неожиданно всё меняет. Княжна Юсупова арестована. Пажей готовятся казнить. А цесаревну ожидает страшный удар. | 2 июля 2022  |

## Мнения о сериале
Сериал получил неоднозначные оценки критиков и журналистов.
- Константин Кудряшов, «Аргументы и факты»:

Авторы для пущего интереса и интриги сразу же вводят в окружение Елизаветы трёх из семи её будущих любовников. Причём один из них, Александр Борисович Бутурлин, по какой-то загадочной причине носящий в сериале фамилию Батурин, получает от цесаревны щедрые авансы: та ему чуть ли не с ходу признаётся в любви. Могло ли такое случиться, если «основываться на фактах и точных датировках»? На треть, и то едва. Да, Бутурлин стал первой любовью Елизаветы в 1725 г. Ему был 31 год, ей — 15 лет. С Нарышкиным уже проблема: в свите цесаревны он никогда не состоял. Хотя в 1729 г. действительно был фаворитом Елизаветы: при дворе императора Петра II их даже дразнили, называя «женихом и невестой». А вот с Иваном Шуваловым — вообще катастрофа. Когда царь-плотник мог устроить дочери выволочку за прогул урока, Шувалова попросту не было на свете: он родился спустя два года после смерти Петра I.
При этом важно отметить, что в сериале фигурирует всё-таки не Иван, а Александр Шувалов, ровесник будущей императрицы.
- Илона Егиазарова, «Вокруг ТВ»:

И всё же смотреть 12-серийную историческую драму рекомендуем: во-первых, для многих зрителей это единственная возможность пролистать страницы истории; во-вторых, вероятно, как и с «Екатериной», в проекте окажется много параллелей с днём сегодняшним; в-третьих, истории восхождения к олимпу, весь этот путь, устланный предательствами, разочарованиями и трудным выбором, одни из самых увлекательных в сериальном сегменте — это проверено многократно.
- Екатерина Визгалова, Кино-театр.ру:

... хотя песен там нет, музыка звучит непротивная, а съёмки хороши. Особенно натурные, потому что интерьерами дворцов, парадоксально делающими кинокадр насыщенным и тесным, в кино мы уже объелись до невозможности. Просто чудо, что съёмочные дни сериала выпали на хорошую погоду: синее небо, облака, яркие краски обогащают изображение и приятны для глаз не меньше, чем ямочки на щеках Юлии Хлыниной. Роль будущей императрицы ей к лицу. Известно, что Елизавета была хороша собой, любила пошалить, предпочитала проводить время на охоте, верховой и лодочной езде и в заботах о своей красоте.

## Награды и номинации
- Номинация на кинопремию «Золотой орёл» за 2022 год в категории «Лучший телевизионный сериал»[8].